# Informationsschwerpunkt
Informationsschwerpunkt (kurz: ISP) ist eine Bezeichnung aus der Gebäudeautomation für die Räumlichkeit, in der die Regel- und Steuereinheiten (DDC-Stationen) zusammenlaufen.
Meist besteht ein ISP aus Schaltschränken, in der die Regel- und Steuereinheiten untergebracht sind, und aus den zu steuernden Anlagen (HLKK-Anlagen für Heizung, Lüftung, Klima und Kälte).
Die einzelnen ISP werden zusammengefasst auf einem Gebäudeleitsystem, mit dem die Regel- und Steuereinheiten bedient werden können und das Stör- und Alarmmeldungen verarbeitet.